# Mohamed Ben Ali (architecte)
Pour les articles homonymes, voir Mohamed Ben Ali et Ben Ali (homonymie).
Mohamed Ben Ali, de son nom complet Aba Abdallah Mohamed ben ali ben Mohamed ben Abdallah Ben al-Hajj al-Ichbili, né à Séville et mort à Fès en 1314 (en Chaabane 714 de l'Hégire), est un architecte sévillan musulman ayant opéré sous l'ère mérinide.
Il est surtout connu pour avoir bâti vers 1260 l'arsenal de Salé composée des deux portes Dar Assinaâ et la monumentale Bab Lamrissa. À la suite de la prise de Salé par les Castillans en 1260, le sultan Abu Yusuf Yaqub ben Abd al-Haqq fait appel quelques mois après à Ben Ali pour faire de Salé le principal chantier naval et port commercial du Royaume pour relancer la lutte armée en Al-Andalus.